# مربع التمر
مربع التمر (بالإنجليزية: Date square)‏ حلوى كندية تُعرف أيضًا باسم كعكة بار، تُصنَع من عجينة التمر المطبوخ مع فتات دقيق الشوفان. وتُسمى بكعكة الزواج في المناطق الغربية من كندا وبعض الولايات الأمريكية،  بينما يُطلق عليها في شرق كندا مسمى فتات التمر.
تُعدُّ من الحلويات الشائعة في المقاهي الكندية كوجبة خفيفة ذات مذاق حلو. تُضاف المكسرات إلى الطبقة السفلية أو الفتات العلوي، وتُدخَل تعديلات أخرى على الوصفة الأصليّة في بعض البلدان،  كما يُمكن إضافة قشر البرتقال أو الليمون إلى حشوة التمر لتعزيز النكهة وإضفاء تنوُّع في القوام.

## التاريخ
هو طبق تقليدي في جزيرة نيوفاوندلاند الكندية التي تقع في الساحل الشرقي كندا.

## انظُر أيضاً
- حلويات
- كعك